# エミー (曲)
「エミー」（Emmie）は、ローラ・ニーロが作詞作曲した楽曲。1968年3月13日発売のセカンド・アルバム『イーライと13番目の懺悔』に収録された。2002年リマスター盤に本作品のデモ・バージョンが収録されている。

## 評価
ローラ・ニーロの伝記『Soul Picnic: The Music and Passion of Laura Nyro』（2002年）の著者であるミシェル・コートは、ニーロが亡くなった年の翌年、「Remembrance Laura Nyro (1947-1997)」と題する文章を雑誌に寄稿した。その中で次のように述べている。
ニーロは両性愛者であった。出産と離婚を経験したのち、1980年代の初めから画家のマリア・デシデリオと暮らし始め、デシデリオとのパートナーシップはニーロが死ぬまで続いた。ニーロの意図するものではなかったにしろ、「エミー」を「レズビアン・アンセム」の一種と考える人は多い。

## ライブ・バージョン
| アルバム名                           | 録音時期と場所                                    | 発売日         |
| ------------------------------------ | ------------------------------------------------- | -------------- |
| 飛翔                                 | 1971年5月30日、ニューヨーク、フィルモア・イースト | 2004年         |
| 光の季節                             | 1976年                                            | 1977年6月      |
| Live at Carnegie Hall                | 1976年3月31日、ニューヨーク、カーネギー・ホール   | 2012年         |
| Laura: Live at the Bottom Line       | 1988年夏、ニューヨーク、ボトムライン              | 1989年10月     |
| ライヴ・フロム・マウンテン・ステージ | 1990年11月11日                                    | 2000年10月17日 |
| ライヴ/ザ・ルームズ・ディザイア      | 1993年12月24日、ニューヨーク、ボトムライン        | 2002年         |

## カバー・バージョン
- ロイ・エアーズ - 1969年のアルバム『Daddy Bug』に収録。
- フランキー・ヴァリ - 1970年のアルバム『Half & Half』に収録。
- ロニー・ダイソン - 1970年のアルバム『(If You Let Me Make Love To You Then) Why Can't I Touch You?』に収録。
- マーク・ウィンクラー - 2013年のアルバム『The Laura Nyro Project』に収録。